# زارچنی (شهرستان پانکروشیخینسکی، سرزمین آلتای)
زارچنی (به لاتین: Zarechny) یک منطقهٔ مسکونی در روسیه است که در سرزمین آلتای واقع شده‌است.